# Mimetus portoricensis
Mimetus portoricensis är en spindelart som beskrevs av Alexander Petrunkevitch 1930. Mimetus portoricensis ingår i släktet Mimetus och familjen kaparspindlar.
Artens utbredningsområde är Puerto Rico. Inga underarter finns listade i Catalogue of Life.